# سیمونه مگناگی
سیمونه مگناگی (انگلیسی: Simone Magnaghi؛ زادهٔ ۱۲ اکتبر ۱۹۹۳) بازیکن فوتبال اهل ایتالیا است.
از باشگاه‌هایی که در آن بازی کرده‌است می‌توان به باشگاه فوتبال ویرتوس انتلا، باشگاه فوتبال کرمونزه، باشگاه فوتبال ونتزیا، و باشگاه فوتبال آتالانتا اشاره کرد.
وی همچنین در تیم‌های ملی فوتبال زیر ۱۶ سال ایتالیا، زیر ۱۷ سال ایتالیا، و زیر ۱۸ سال ایتالیا بازی کرده‌است.